# Gomphurus dilatatus
Gomphurus dilatatus – gatunek ważki z rodziny gadziogłówkowatych (Gomphidae). Występuje we wschodniej i południowo-wschodniej części USA; stwierdzony na terenie stanów: Tennessee, Karolina Południowa, Karolina Północna, Missisipi, Luizjana, Georgia, Floryda i Alabama.